# Mesopeplum convexum
Mesopeplum convexum är en musselart som först beskrevs av Jean René Constant Quoy och Joseph Paul Gaimard 1835.  Mesopeplum convexum ingår i släktet Mesopeplum och familjen kammusslor. Inga underarter finns listade i Catalogue of Life.

## Bildgalleri

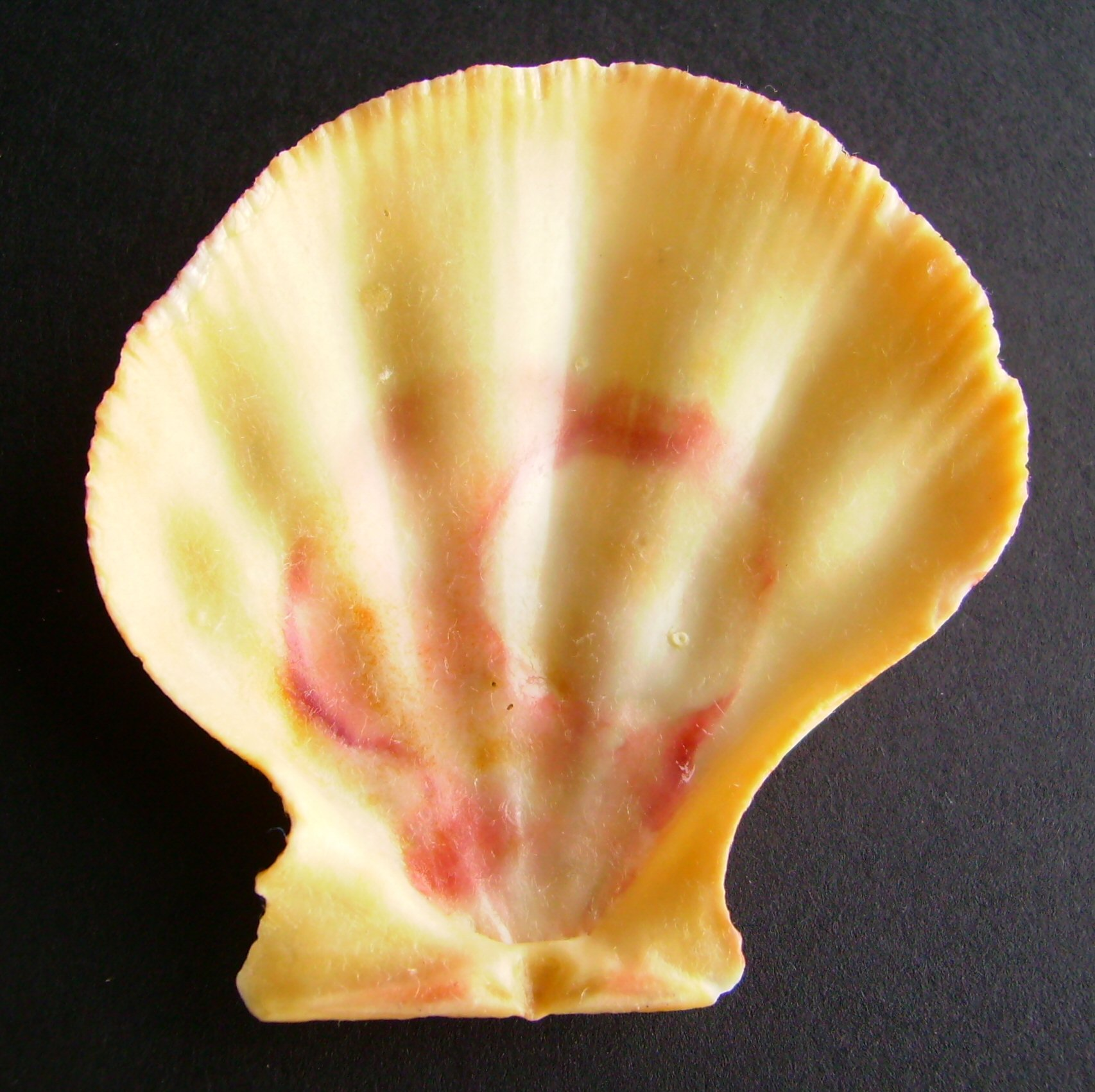